# Calvisia fuscoalata
Calvisia fuscoalata är en insektsart som beskrevs av Ludwig Redtenbacher 1908. Calvisia fuscoalata ingår i släktet Calvisia och familjen Diapheromeridae. Inga underarter finns listade.